# George Hodel
George Hill Hodel Jr. (Los Ángeles, 10 de octubre de 1907 - San Francisco, 16 de mayo de 1999) fue un médico estadounidense sospechoso del asesinato de la aspirante a actriz Elizabeth Short, la Dalia negra en 1947, muy sonado a nivel nacional. En el momento no fue acusado formalmente pero en 1949, la policía lo consideró un sospechoso viable del homicidio. Antes del caso, la policía ya lo tenía fichado como eventual asesino de Ruth Spaulding, exsecretaria suya. También fue enjuiciado y absuelto de cargos de violación presentados por su hija, Tamar. Ni al cabo de una larga y estrecha vigilancia se vio inculpado de delito alguno, y con el tiempo, las indagaciones a su respecto se fueron olvidando hasta que un hijo suyo, Steve Hodel, exdetective del Departamento de Policía de Los Ángeles, publicó un libro dedicado a probar la autoría paterna de los hechos referidos, y otros más.

## Biografía
George Hill Hodel Jr. nació el 10 de octubre de 1907, hijo único de padres judíos emigrados desde Rusia a Los Ángeles. Desde pequeño logró fama de niño prodigio por sus dotes intelectuales y musicales: sacó una nota de 186 en un test de cociente intelectual; como pianista, actuó repetidas veces en el famoso Shrine Auditorium. Relatos de sus virtuosismo llegaron hasta Serguéi Rajmáninov, que acudió a oírlo tocar en casa de los Hodel. 
Terminado el bachillerato prematuramente, a los 15 años, inició una carrera en el prestigioso Instituto de Tecnología de California, del que se vio expulsado un año después, cuando trascendió su idilio con la mujer de un docente. Al saber que la amante estaba encinta de él, Hodel le propuso que ambos lo criaran juntos, a lo que ella se negó (la aventura con el adolescente habría de costarle su matrimonio).
Al finalizar los años 20, Hodel convivía con una joven de nombre Emilia, la cual le dio un hijo, Duncan, y a la que siguieron las nupcias, legalizadas estas, con una modelo de San Francisco, Dorothy Anthony, con quien tuvo una hija, Tamar. 
Mientras tanto, Hodel estudió medicina sucesivamente en las Universidades de California en Berkeley y en San Francisco, hasta titularse como médico en junio de 1936.
Abrió un consultorio médico que prosperó. Poco después, asumió la dirección de la Oficina de Higiene Social del condado de Los Ángeles. Para los años 40, vivía con holgura y se mezclaba con la élite angelina. Gran admirador de los surrealistas, adoptó los libertinismos de sus exponentes locales, y se amistó con figuras de la talla de Man Ray y John Huston. Con algunas de estas relaciones artísticas, entre ellas Ray, compartía un interés en el sadomasoquismo y cierta estética de lo macabro; con los jóvenes mundanos, la pasión por la crápula. 
En 1940, se casó en segundas nupcias con Dorothy Harvey, exesposa de John Huston, a la que bautizó "Dorero" para evitar confusiones con su primera mujer, Dorothy Anthony, aunque suele aparecer en la prensa bajo el nombre de Dorothy Huston-Hodel.
Entre los años 1945 y 1950, residió en la llamada Casa Sowden, erigida en 1926 por Lloyd Wright, hijo del renombrado arquitecto Frank Lloyd Wright. Tal edificio imponente, dotado de una vistosa fachada de estilo neomaya, fue declarado monumento histórico por el gobierno de Los Ángeles en 2001. En él, Hodel presidía un hogar polígamo en el que convivían "Dorero" y sus tres hijos con la primera esposa del patriarca, junto a su segunda hija, Tamar y ocasionalmente su primera pareja, Emilia, madre de su primogénito, entonces ya adulto. También mantuvo una serie de aventuras, entre las que varios testigos sitúan a la misma Elizabeth Short. 
En 1950, Hodel se mudó a Hawái, donde se casó con Hortensia Laguda, vástago de la élite filipina y futura congresista en su tierra natal. El matrimonio tuvo cuatro hijos y duró hasta los años 60. En 1990, Hodel regresó a California y se desposó por cuarta y última vez con una tal June, residiendo el matrimonio en San Francisco hasta la muerte de Hodel en 1999 a los 91 años.